# Al Jabalayn
Al Jabalayn hay El Jebelein (tiếng Ả Rập: الجبلين) là một thị trấn ở miền trung Sudan, nằm trên bờ đông của sông Nin.
Thị trấn được phục vụ bởi một nhánh của Đường sắt Sudan, nơi nó là ga cuối. Vào ngày 28-29 tháng 12 năm 1989, vụ thảm sát Al Jabaylin đã diễn ra tại đây. Chính phủ cho rằng khoảng 150 - 250 người đã thiệt mạng trong khi những nhà chức trách địa phương ước tính lên đến 4000 người. Thị trấn từng là một phần của Vương quốc Collo, thuộc về người Collo.

## Địa lý
Al Jabalayn nằm trên độ cao 1.249 ft (380 m) so với mực nước biển.